# علم الديموغرافيا القديمة

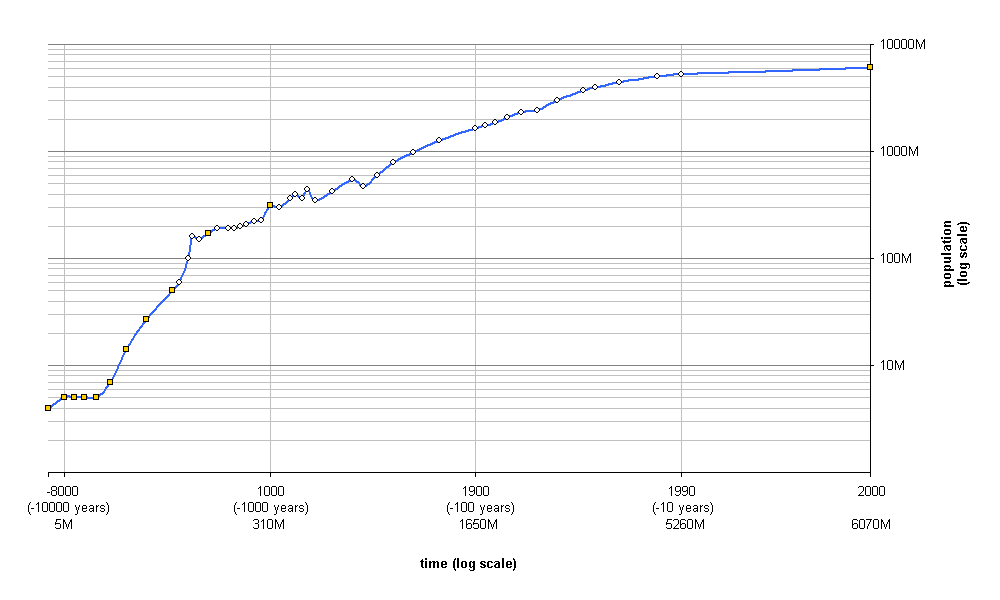
منحنى بياني يقدّر عدد سكان العالم منذ 10 آلاف سنة قبل الميلاد حتى سنة 2000 م.

علم الديموغرافيا القديمة هو دراسة الديموغرافيا البشرية في التاريخ القديم وعصر ما قبل التاريخ، بشكل محدد، ينظر علم الديموغرافيا القديمة في تغيرات التجمعات السكانية قبل-الحديثة في سبيل تحديد أمور عن المؤثرات في متوسط العمر وصحة السكان الأوائل.
دراسة أعداد السكان القدامى وتنقلاتهم تعتمد على علم الآثار الأحيائي، الدنا القديم وكذلك الاستنتاج من جينات السكان الحديثين.

## اختبارات العمود الفقري
اختبارات العمود الفقري يمكن أن تكشف معلومات عن العمر التقديري أثناء الوفاة. هنالك العديد من الطرق التي يمكن استخدامها، والتي تنتج أسئلة ذات أهمية لعلماء العظام وعلماء الآثار الإحيائي. فضلا عن تقدير العمر والجنس يمكن لعلماء العظام تأكيد العدد الأدنى من الأفراد في الأماكن المزدحمة مثل المقابر الجماعية أو المعاظم، وهذا مهم لأنه لا يمكن دائما معرفة عدد الجثث التي ستكونها العظام المستخرجة من هذه الأمكنة.
أحيانا، الأدواءالتاريخية المنشرة من أمراض مثل الجذام يمكن تحديدها كذلك من إعادة تركيب العظام وطريقة تدهورها. تسمى هذه الدراسات علم الأمراض القديمة ويمكنها زيادة الدقة في تقدير معدلات الوفاة.